# هنری اچ. گدارد
هنری اچ. گدارد (انگلیسی: Henry H. Goddard; ۱۵ اوت ۱۸۶۶ – ۱۸ ژوئن ۱۹۵۷) روان‌شناس، و آموزشگر اهل ایالات متحده آمریکا بود.